# Pabellón cubierto Zofria
El Pabellón Cubierto Zofria o bien el Tercer pabellón municipal de Ano Liosia (en griego: Κλειστό Ζωφριάς) es un recinto cubierto que se encuentra en el distrito Zofria de Ano Liosia, en la ciudad de Atenas, Grecia. La arena puede ser utilizada para albergar partidos de voleibol y juegos de baloncesto. El aforo del estadio es de 3000 espectadores. El estadio fue sede de la Copa CEV Final cuatro 2000. El club de la liga griega AEK Atenas también ha utilizado el escenario para acoger los partidos en casa.